# Cryptotriton
Cryptotriton – rodzaj płazów ogoniastych z podrodziny Hemidactyliinae w rodzinie bezpłucnikowatych (Plethodontidae).

## Zasięg występowania
Rodzaj obejmuje gatunki występujące w górach północnej części stanu Oaxaca w Meksyku, przez północne Chiapas w Meksyku, wyżyny departamentu Alta Verapaz w Gwatemali i góry Sierra de las Minas we wschodniej Gwatemali, do pasma górskiego Sierra del Merendón i związanych z nim wyżyn w północno-wschodnim Hondurasie.

## Systematyka

### Etymologia
Cryptotriton: gr. κρυπτος kruptos „ukryty”; τρίτων tritōn „traszka”.

### Podział systematyczny
Do rodzaju należą następujące gatunki:
- Cryptotriton alvarezdeltoroi (Papenfuss & Wake, 1987)
- Cryptotriton monzoni (Campbell & Smith, 1998)
- Cryptotriton nasalis (Dunn, 1924)
- Cryptotriton necopinus McCranie & Rovito, 2014
- Cryptotriton sierraminensis Vásquez-Almazán, Rovito, Good & Wake, 2009
- Cryptotriton veraepacis (Lynch & Wake, 1978)
- Cryptotriton xucaneborum Rovito, Vázquez-Almazán, Papenfuss, Parra-Olea & Wake, 2015